# Bach an dem Schreinersgrund
Der Bach an dem Schreinersgrund ist ein etwa drei Kilometer langer linker und nordöstlicher Zufluss des Crumbaches.

## Geographie

### Verlauf
Der Bach an dem Schreinersgrund entspringt auf einer Höhe von etwa 321 m ü. NHN im Odenwald nordöstlich von Fränkisch-Crumbach.
Er fließt hauptsächlich nach Südosten und mündet schließlich in der Ortslage Fränkisch-Crumbach  auf einer Höhe von ungefähr  190 m ü. NHN von links in den Crumbach.
Sein etwa 3 km langer Lauf endet ungefähr 131 Höhenmeter unterhalb seiner Quelle, er hat somit ein mittleres Sohlgefälle von etwa 44 ‰.

### Einflussgebiet
Das Einflussgebiet des Bachs an dem Schreinersgrund liegt im  Neunkircher Höh-Odenwald einem Teilgebiet des Vorderen Odenwald und wird über den Crumbach, die Gersprenz, den Main und den Rhein zur Nordsee entwässert.
Es grenzt
- im Nordosten an das des Gersprenzzuflusses Bierbach
- im Osten an das des Schleiersbachs, einem Zufluss des Crumbachs
- im Südwesten an das des Güttersbachs, dem linken Quellbach  des Crumbachs
- im Westen an das des Nonroder Bachs, der in den Gersprenzzufluss Fischbach mündet
- und im Nordwesten an das des Bachs von der Jostkirche, ein Zufluss des Nonroder Bachs

Die höchste Erhebung ist 347 m ü. NHN.hoch
Das  Einflussgebiet im Bereich des Oberlaufes ist zum größten Teil bewaldet, an Mittellauf dominieren Felder und Grünland und am Unterlauf herrschen Siedlungen vor.

### Flusssystem Gersprenz
- Fließgewässer im Flusssystem Gersprenz